# Heimenkirch
Heimenkirch – gmina targowa w południowych Niemczech, w kraju związkowym Bawaria, w rejencji Szwabia, w regionie Allgäu, w powiecie Lindau (Bodensee). Leży w Allgäu, około 20 km na północny wschód od Lindau (Bodensee), przy drodze B32 i linii kolejowej Lindau–Kempten (Allgäu).

## Dzielnice
W skład gminy wchodzą następujące dzielnice: Aspach, Berg, Biesenberg, Dreiheiligen, Engenberg, Geigersthal, Hofs, Kappen, Mapprechts, Meckatz, Menzen, Mothen, Oberhäuser, Ober- und Unterried, Riedhirsch, Syrgenstein, Wolfertshofen i Zwiesele.

## Demografia
| Rok  | Liczba mieszk. |
| ---- | -------------- |
| 1970 | 2 845          |
| 1987 | 3 093          |
| 2000 | 3 586          |
| 2006 | 3 721          |

## Polityka
Wójtem jest Markus Reichart (Freie Wähler).

### Rada gminy
|      | CSU | SPD | Zieloni | Wolni Wyborcy | Razem     |
| 2008 | 7   | 1   | 1       | 7             | 16 miejsc |
| 2002 | 7   | 2   | 1       | 6             | 16        |

### Współpraca
Miejscowość partnerska:
- Balassagyarmat, Węgry